# Arthur Cowell-Stepney
Emile Algernon Arthur Keppel Cowell-Stepney, 2e baronnet (26 décembre 1834 - 2 juillet 1909) est un propriétaire terrien britannique et homme politique libéral. Il est le plus jeune fils de John Stepney Cowell-Stepney (1791-1877).

## Éducation et carrière
Arthur Cowell est né le 26 décembre 1834. Il fait ses études au Collège d'Eton et devient par la suite commis au Foreign Office. En 1857, son père change le nom de famille de la famille en Cowell-Stepney à la suite de son héritage des domaines de la famille Stepney dans le Carmarthenshire. Arthur devient l'héritier des domaines et du titre de baronnet de sa famille, après la mort de son frère aîné Frederick en 1872.

## Carrière politique
À l'automne 1864, Arthur Stepney est brièvement mentionné comme candidat parlementaire possible pour Carmarthen Boroughs à la suite de la mort de David Morris, et une députation cherche à persuader son père de soutenir la proposition. Cependant, John Cowell-Stepney a déjà renoncé à ses propres prétentions en faveur de William Morris . Morris est élu sans opposition quelques semaines plus tard.
En 1876, il est élu député libéral de Carmarthen Boroughs, siège que son père a occupé de 1868 à 1874, et hérite du titre de baronnet à la mort de son père le 15 mai 1877. Il démissionne de son siège en 1878, mais est de nouveau élu pour celui-ci en 1886, jusqu'en 1892. Cependant, sa contribution au Parlement reste minime. Dans les affaires locales, il est un propriétaire sévère qui maintient ses niveaux de loyer élevés  mais il est aussi un grand bienfaiteur pour les écoles locales ainsi que pour la bibliothèque locale et l'Institut de mécanique . Vers 1880, le domaine de Sir Arthur comprend 9 841 acres dans le Carmarthenshire (avec un loyer de 7 047 guinées par an), avec six acres dans le Berkshire, probablement la maison et le jardin de leur propriété d'Ascot, Woodend .

## Vie privée

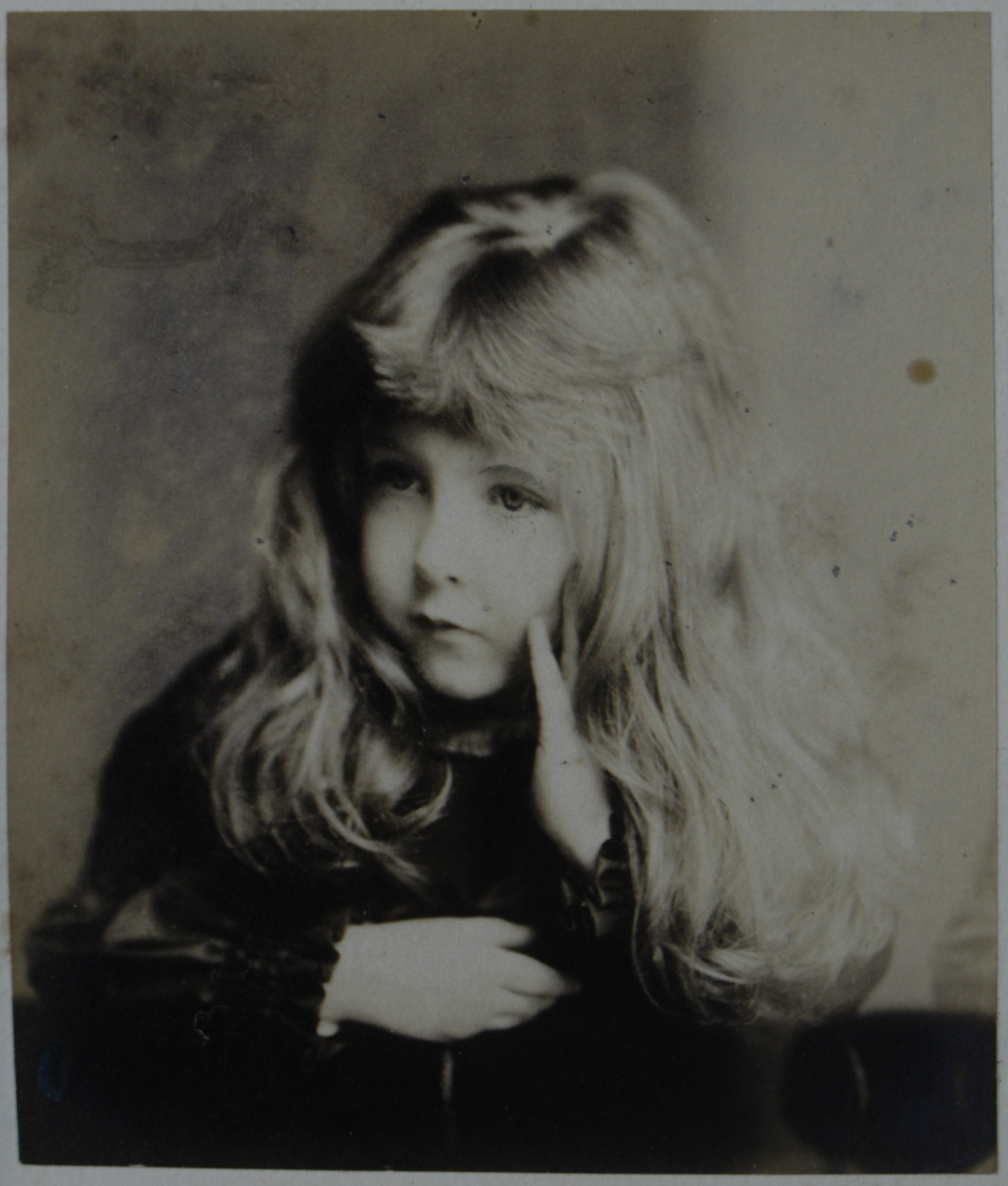
Photo de sa fille et héritière : Alcy Cowell-Stepney, vers 1880.

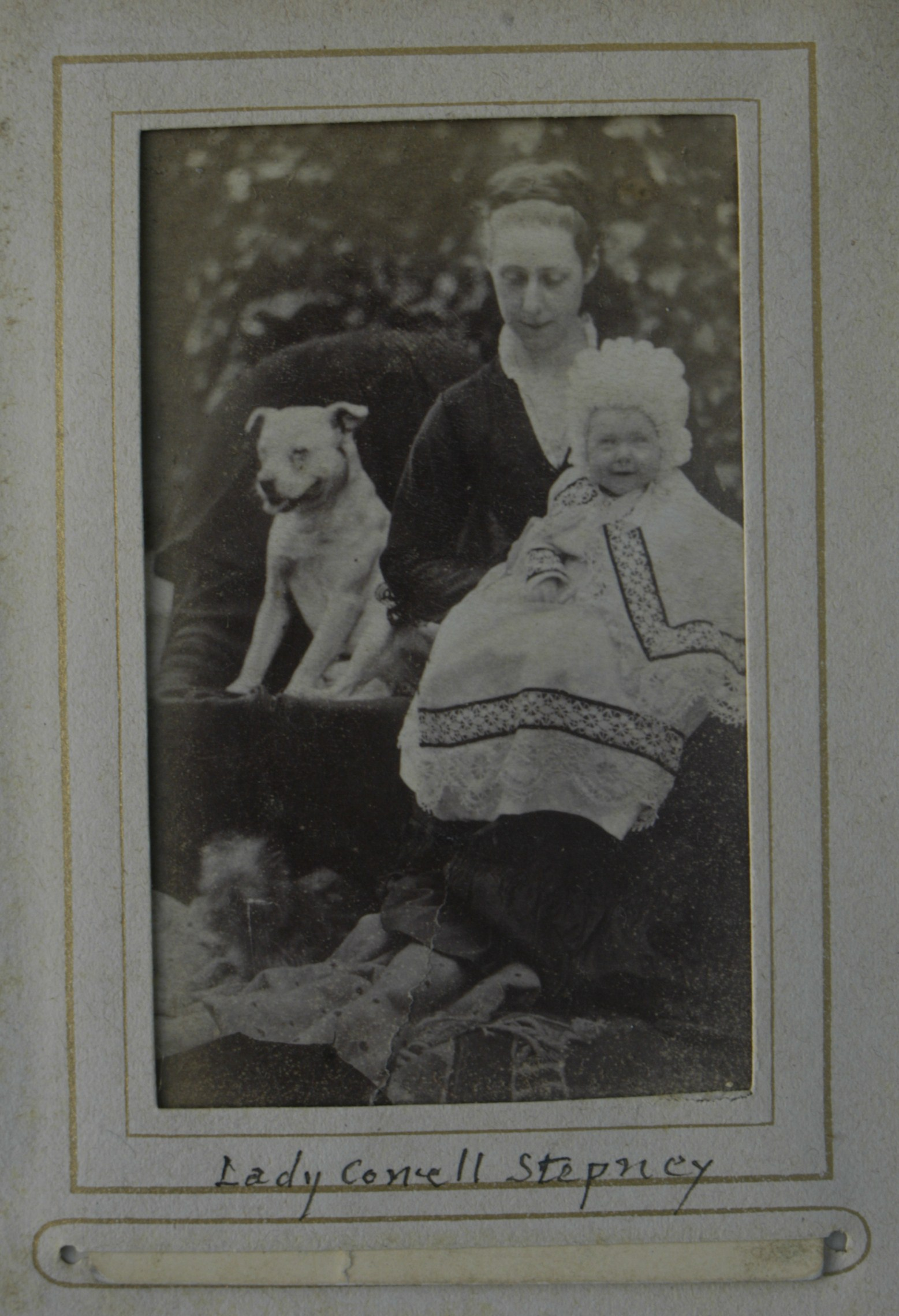
Lady Cowell-Stepney, un Staffordshire Bull Terrier, un autre chien, et sa fille Catharine Meriel Alcyone (1876-1952), vers 1877. Photo de C. Stephenson d'Ascot, Sunninghill.

Le 24 août 1875, Arthur épouse Margaret Warren, quatrième fille de George Warren (2e baron de Tabley). Margaret est une amie proche et la confidente de Mary Drew, née Gladstone, la fille du premier ministre. Le mariage semble d'abord heureux, et une fille, Catherine Meriel (officiellement nommée 'Alcyone' par sa mère) est née le 12 septembre 1876. Agée de cinq ans, Meriel est peinte par Millais, elle épouse ensuite Edward Stafford Howard. Seulement quelques semaines plus tard, cependant, Arthur abandonne brusquement sa femme et sa fille et part à l'étranger, commençant une habitude de nombreux voyages et de longs séjours à l'étranger qui durent pour le reste de sa vie. Les partisans de Margaret, notamment sa fille plus tard, pensent qu'Arthur est atteint d'une maladie mentale. Cependant, pendant son séjour à l'étranger, il acquiert d'importants domaines en Australie et au Canada (près d'Enderby, en Colombie-Britannique, où ses domaines sont gérés par George Heggie) . Il passe également beaucoup de temps aux États-Unis, devenant finalement citoyen et cessant d'utiliser son titre. En 1901, il transfère la gestion de ses domaines à sa fille Meriel et obtient le divorce en Idaho. En 1903, Lady Stepney intente finalement une action en séparation judiciaire, qui est accordée au motif que le divorce de l'Idaho n'a aucun poids en droit anglais. La couverture médiatique étendue de l'affaire en fait une cause médiatique célèbre de la période édouardienne .
Agé de 74 ans, Arthur Cowell-Stepney est retrouvé mort à la gare de Yuma, en Arizona, le 2 juillet 1909, s'y étant apparemment rendu pour tenter d'ajouter un papillon rare à sa collection.